# Old Thing Back
Old Thing Back is een nummer van de Noorse dj Matoma uit 2015, en de eerste single van zijn debuutalbum Hakuna Matoma. Het nummer is een remix van Want That Old Thing Back (2007) van The Notorious B.I.G., Ja Rule en Ralph Tresvant.

## Achtergrondinformatie
Want That Old Thing Back is een Amerikaanse rapplaat die 10 jaar na het overlijden van The Notorious B.I.G. postuum werd uitgebracht. Matoma remixte het nummer in 2014 en voorzag het van een Europees tropical housegeluid. Hij gaf er de naam "Old Thing Back" aan. De remix werd populair en verschillende platenmaatschappijen toonden interesse, waardoor het in 2015 op single werd uitgebracht. Ja Rule, die op het origineel meerapt en ook in de remix te horen is, schreef op Twitter dat hij van de remix hield.
Waar hiphop en rap traditioneel populair zijn in Amerika, kent housemuziek een bredere populariteit in Europa. Dit was ook te merken aan de populariteit van "Old Thing Back". Het nummer deed niets in de Amerikaanse hitlijsten, terwijl het in een paar Europese landen wel een hit werd. In Noorwegen, het thuisland van Matoma, bereikte het bijvoorbeeld de 2e positie. Ook in de rest van Scandinavië werd het nummer de zomerhit van 2015. In het Nederlandse taalgebied was de plaat daarentegen minder succesvol; met een 75e positie in de Nederlandse Single Top 100, en in Vlaanderen een 84e positie in de Tipparade.

## Tracklijst
- Muziekdownload

1. "Old Thing Back" - 5:21
2. "Old Thing Back" (radioversie) - 4:04